# Carl Albrecht (Maler)

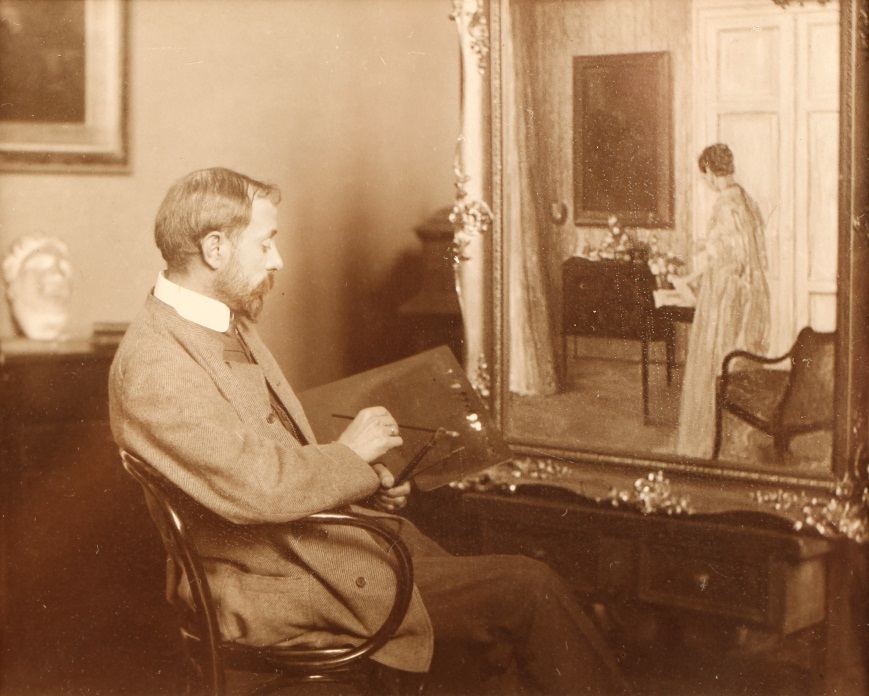
Porträt von Carl Albrecht vor Staffelei mit Palette

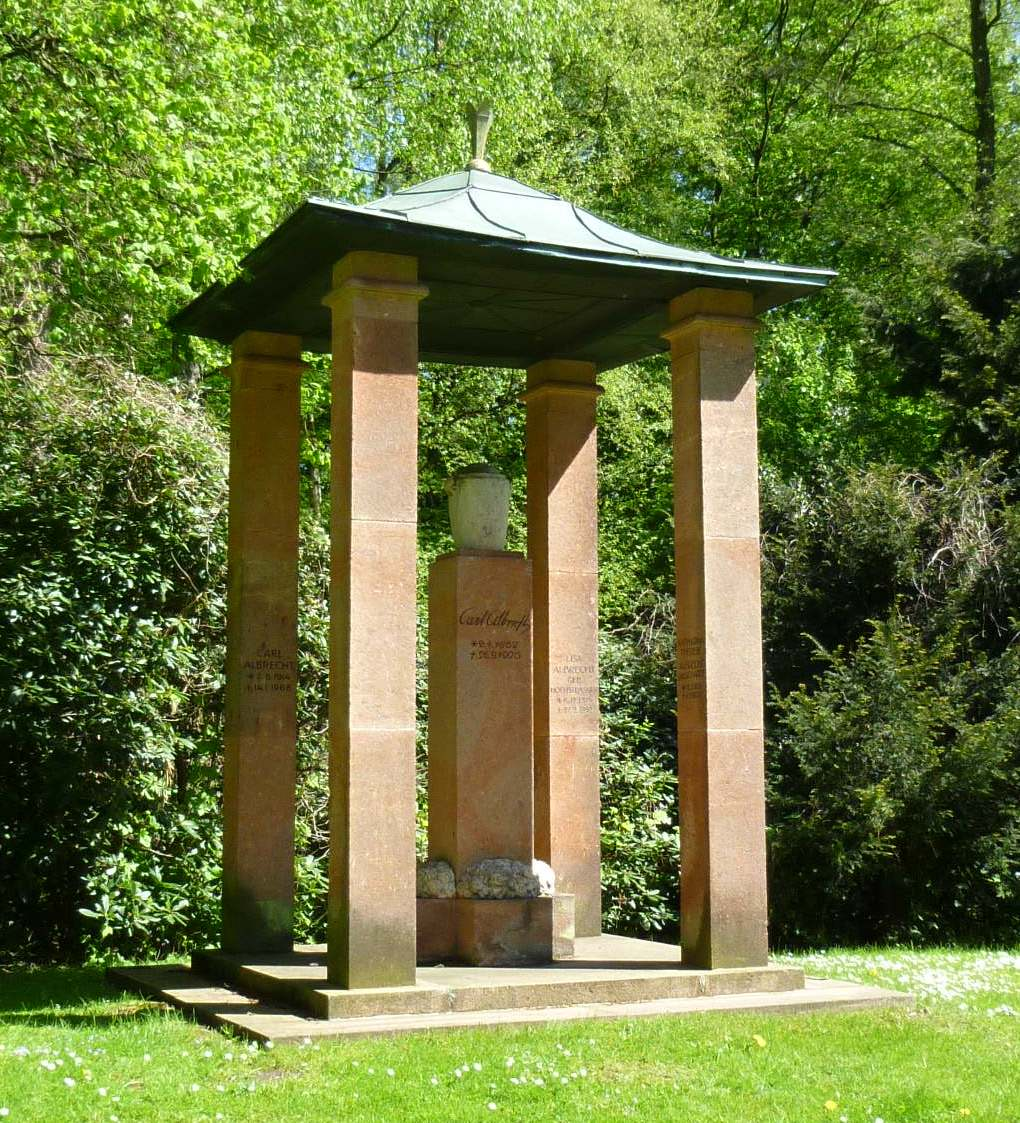
Grabmal von Carl Albrecht auf dem Friedhof Ohlsdorf in Hamburg (Entwurf Friedrich Lahrs, Architekt)

Carl Heinrich Christian Albrecht (* 2. April 1862 in Hamburg; † 26. September 1926 in Königsberg) war ein deutscher Maler.

## Leben und Werk
Albrecht war das zweite Kind des Johann Albrecht (1828–?) und der Catharina (geborene Schardt, 1831–1904). Er ließ sich zum Kaufmann ausbilden, besuchte aber auch die Allgemeine Gewerbeschule und absolvierte von 1882 bis 1884 eine Ausbildung zum Zeichenlehrer. Dabei lernte er Ludwig Dettmann (1865–1944) kennen, der 1901 Direktor der Kunstakademie Königsberg wurde, mit dem ihn eine lebenslange Freundschaft verband.
Albrechts Ziel war es, Landschaftsmaler zu werden und er wählte für seine Studien die Grossherzogliche Kunstschule in Weimar, die, als Albrecht 1884 nach Weimar kam, den Ruf einer modernen und fortschrittlichen Unterrichtsstätte genoss. Er wurde dort Schüler des Landschaftsmalers Theodor Hagen (1842–1919). Unter seinem Einfluss und dem des künstlerischen Umfeldes der Schule („Weimarer Malerschule“) sowie der französischen Maler der „paysage intime“, die in Weimar ausgestellt wurden, entwickelte sich Albrechts Malerei von einer idealistischen hin zu einer mehr realistischen und unspektakulären Bildauffassung.
1889 ließ sich Albrecht in Hamburg als freischaffender Künstler nieder und war Mitglied im Hamburger Künstlerverein von 1832. Der Ankauf des kleinformatigen Bildes „Dorfstrasse“, dat. 1890, durch die Pinakothek in München, war für Albrecht ein erster großer Erfolg. Er beteiligte sich seit 1888 regelmäßig an den Internationalen Kunstausstellungen im Glaspalast in München und seit 1891 an den Großen Kunstausstellungen in Berlin. Außer auf diesen Ausstellungen zeigte Albrecht seine Werke u. a. in Kunstvereinen in Hamburg, Bremen und Königsberg, sowie in Kunstsalons oder Galerien in verschiedenen Städten Deutschlands, nach 1900 auch im Kunsthaus in Wien. 1900 beteiligte er sich an der Weltausstellung in Paris. In München wurde Albrecht 1905 die Kleine Goldene Medaille für Malerei verliehen. Weitere Auszeichnungen folgten: 1913 Große Goldene Medaille in München, 1914 Große Goldene Medaille in Berlin.
1895 führte eine Studienreise Albrecht nach Holland, Belgien, Süddeutschland und Italien. Seine Landschaftseindrücke verarbeitete er in mehreren Werken und er griff auch ein neues Thema, das Stillleben, auf.

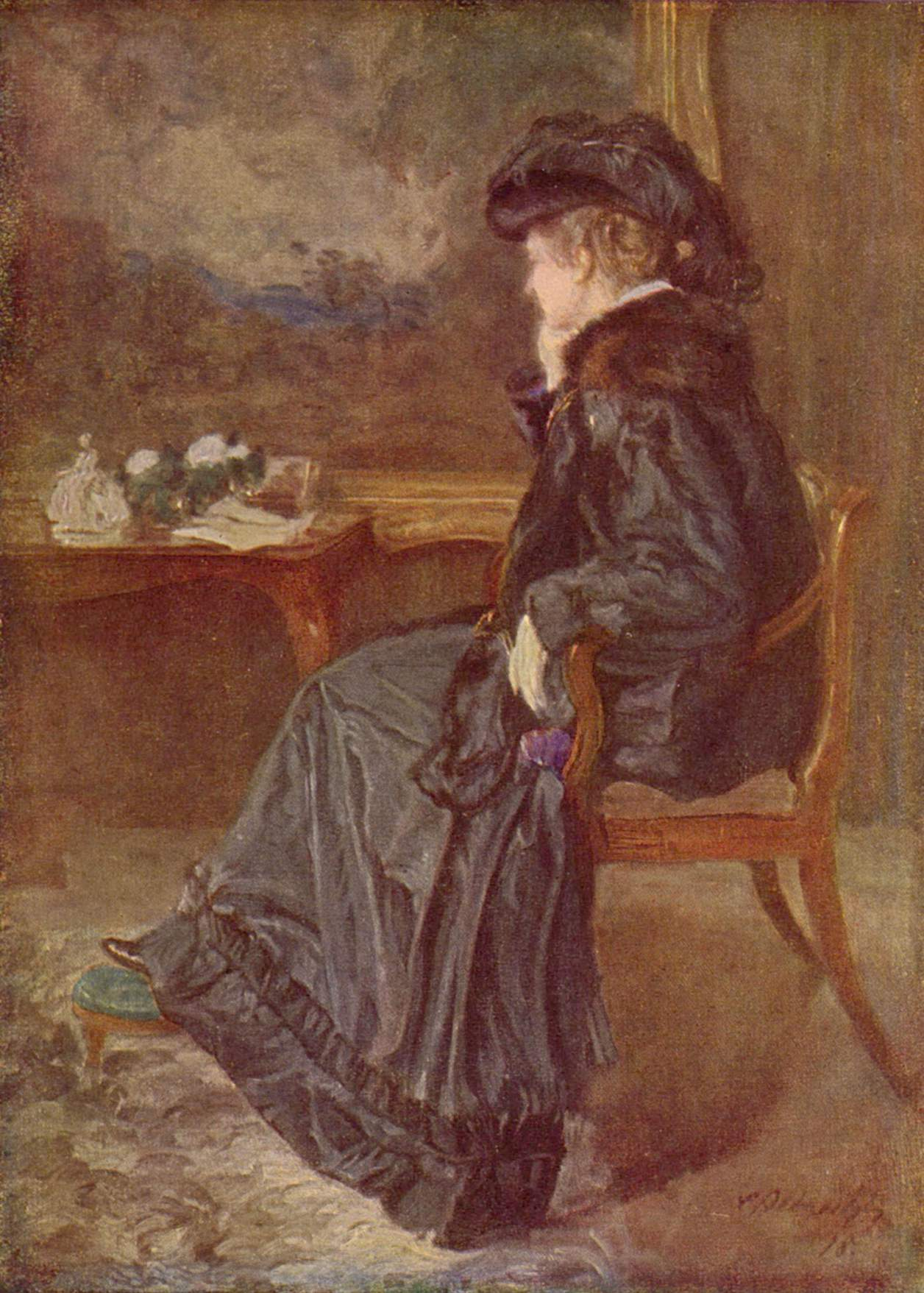
Des Künstlers Gattin – Anna Elisabeth Agnes, 1918, Museum Kunstpalast, Düsseldorf

1905 wurde Albrecht auf Vorschlag von Ludwig Dettmann, dem Direktor, an die Kunstakademie Königsberg berufen, vom 1. Januar 1906 bis zum 31. Dezember 1909 zunächst als Hilfslehrer für Kopf- und Stilllebenmalen und ab 1. Januar 1910 bis 31. März 1925 als ordentlicher Lehrer. 1908 heiratete er in Kronberg am Taunus die gebürtige Frankfurterin Elisabeth Agnes Hochstrasser (6. Dezember 1876 – 27. Februar 1952). Aus der Ehe gingen zwei Söhne hervor: Joachim (1910–1978) und Karl Otto Adolf (1914–1968). Es entstand eine Reihe von Bildern, die Lisa als Mutter mit Kind zeigen. Durch die Verbindung mit Lisa Hochstrasser gewann für Albrechts Schaffen, in dem er bisher die Landschaften Thüringens, Schleswig-Holsteins und Norddeutschlands aufgenommen hatte, auch die Taunuslandschaft an Bedeutung.
Innerhalb der Großen Berliner Kunstausstellung von 1914 konnte Albrecht eine Werkschau mit 30 Arbeiten in einem eigenen Saal präsentieren. Daraus erwarb die Berliner Nationalgalerie das Bild „Die Stickerin“, vor 1911 entstanden, nachdem sie schon 1905 ein erstes Bild „Sommerlandschaft“ angekauft hatte. In diesen Jahren der größten öffentlichen Anerkennung von Albrechts Kunst zeigten sich die ersten Vorboten seiner Krankheit mit der Folge, dass er zum 31. März 1925 krankheitshalber in den Ruhestand versetzt wurde. Carl Albrecht verstarb am 26. September 1926 in Königsberg. Er ist begraben in Hamburg auf dem Ohlsdorfer Friedhof. Das Grabdenkmal wurde von dem Architekten Friedrich Lahrs (1880–1964), einem Kollegen Albrechts an der Kunstakademie Königsberg, entworfen.
Albrechts Schaffen umfasst das letzte Jahrzehnt des 19. Jahrhunderts und etwa das erste Viertel des 20. Jahrhunderts. Seine künstlerischen Wurzeln liegen im Realismus des 19. Jahrhunderts. Sein Werk wurde von der neuen Freilichtmalerei beeinflusst, doch setzte er sich auch mit dem deutschen Impressionismus auseinander. Seine Bildauffassung und Arbeitsweise blieben dabei bewusst traditionell.
In seinem Werk beschränkte er sich nicht nur auf die Gattung Landschaft, sondern es war ebenso bestimmt vom Interesse an Porträt, Stillleben und Interieur. Carl Albrecht malte seine Werke in Öl auf Holz, auf Leinwand, auf Malkarton oder auf Pappe. Es entstanden auch Pastelle, Aquarelle, Gouachen, Radierungen und Zeichnungen auf Papier.

## Werke (Auswahl)
- Dorfstrasse, dat. 1890, München, Neue Pinakothek Bayerische Staatsgemäldesammlung
- Torflandschaft, um 1892, Weimar, Kunstsammlungen Klassik Stiftung Weimar
- Interieur, dat. 1894, Giessen, Oberhessisches Museum
- Stillleben (Gedeckte Tafel), vor 1902, Hamburg, Kunsthalle
- Der Bildhauer, vor 1905, Weimar, Kunstsammlungen Klassik Stiftung Weimar
- Alte Kirche in (Bad) Segeberg, vor 1906, München, Neue Pinakothek Bayerische Staatsgemäldesammlung
- Die Stickerin, vor 1911, Berlin, Alte Nationalgalerie
- Spargelstillleben, vor 1914, Oldenburg, Landesmuseum für Kunst und Kulturgeschichte
- Des Künstlers Gattin – Anna Elisabeth Agnes, dat. 1918, Düsseldorf, Kunstmuseum

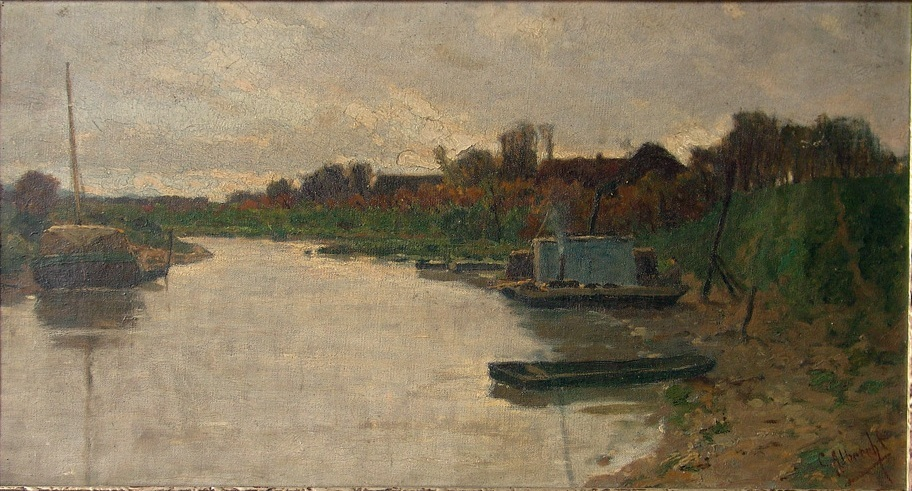
Flusslandschaft, vor 1896[BN 1]
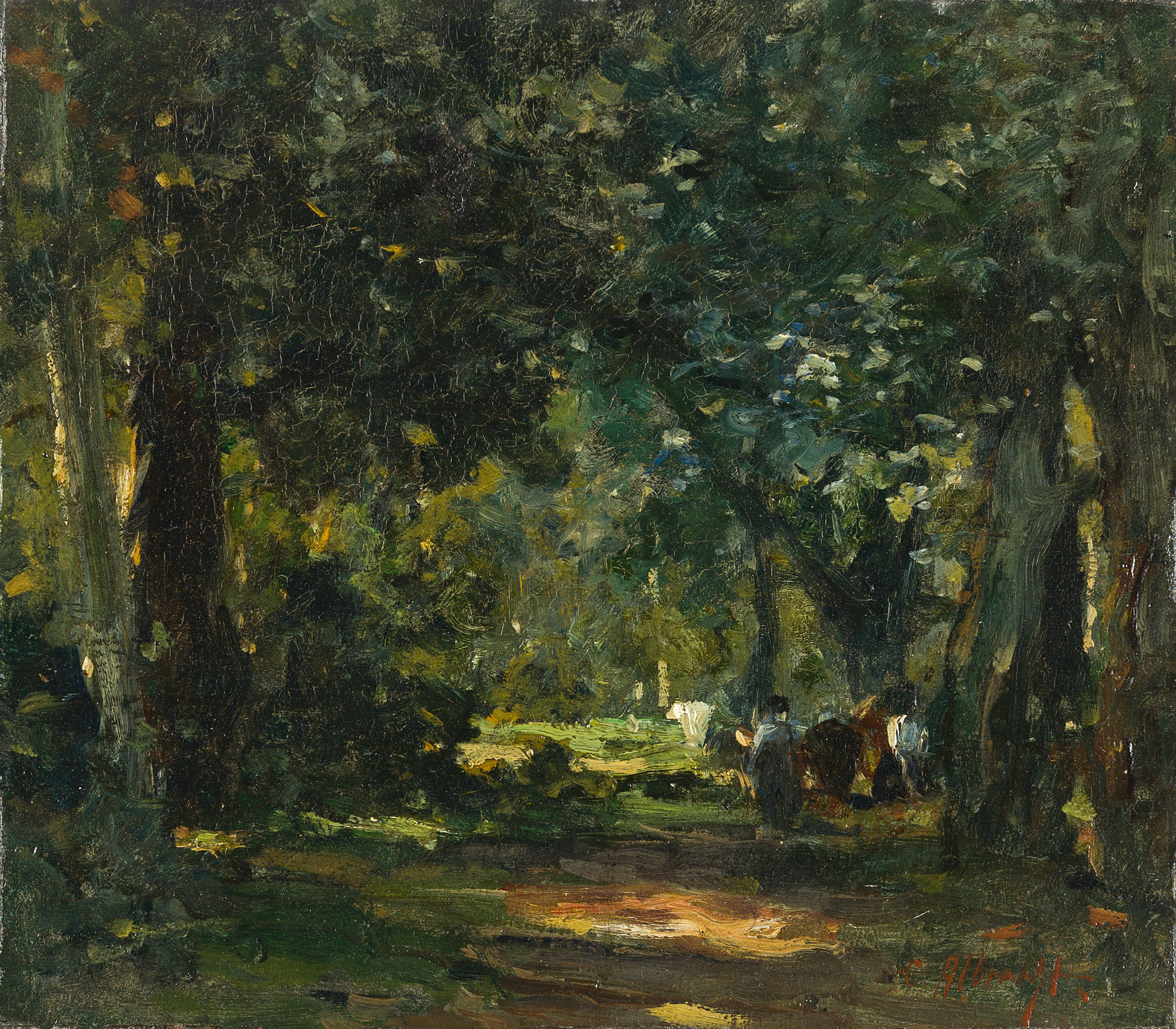
Waldlichtung mit Figuren, um 1900[BN 2]
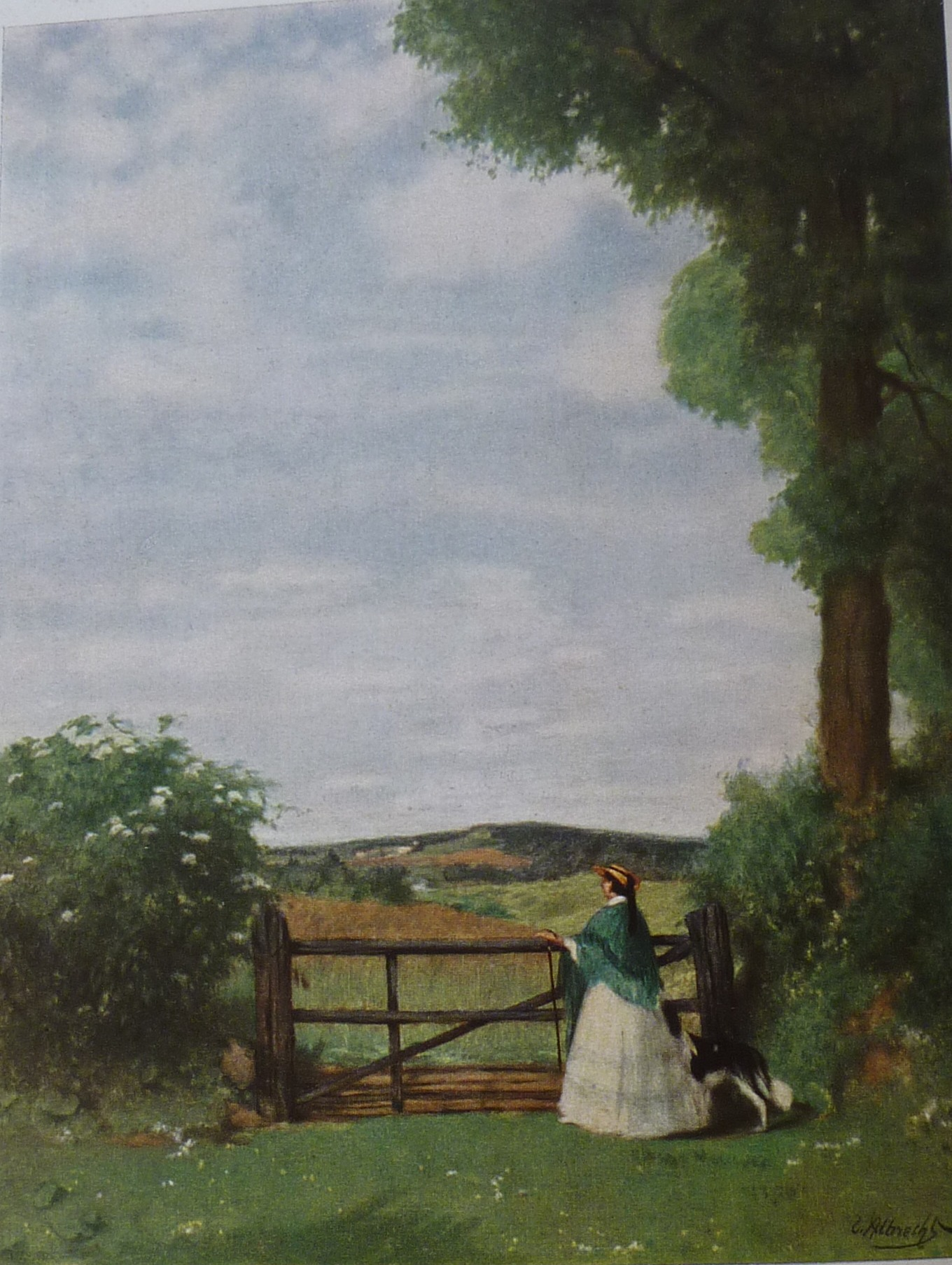
Ein Sommertag, vor 1908[BN 3]
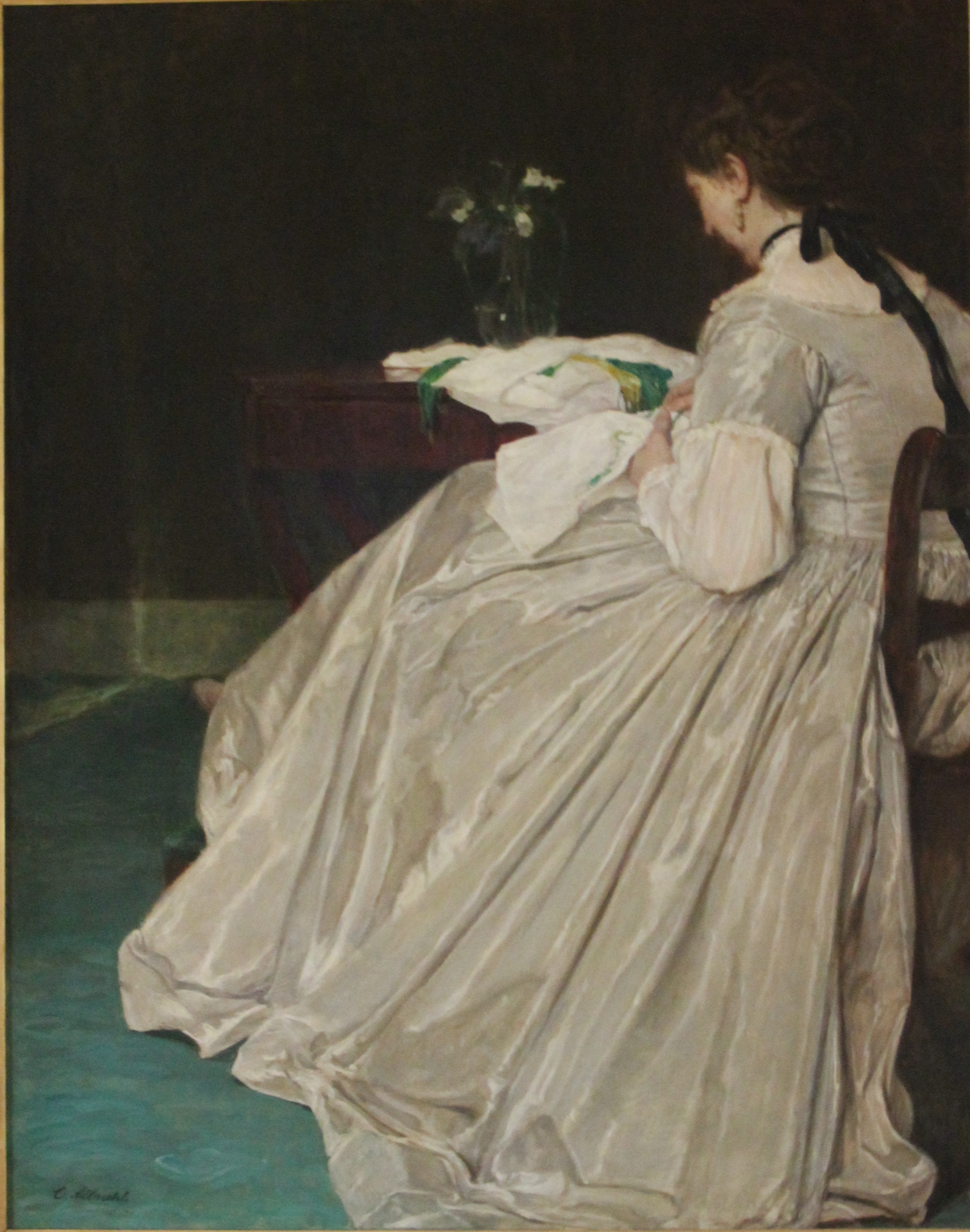
Die Stickerin, vor 1911[BN 4]
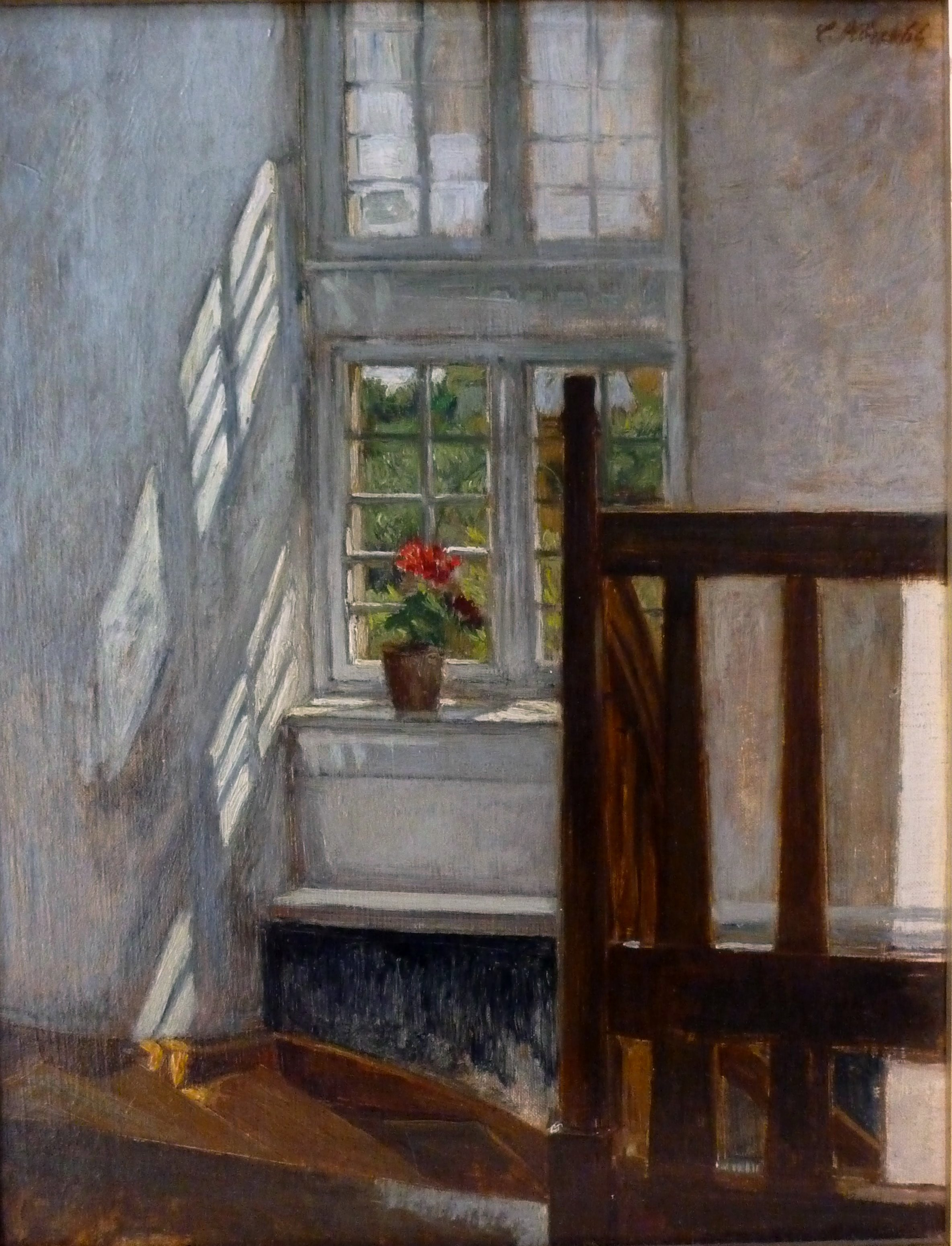
Treppenaufgang, vor 1912[BN 5]
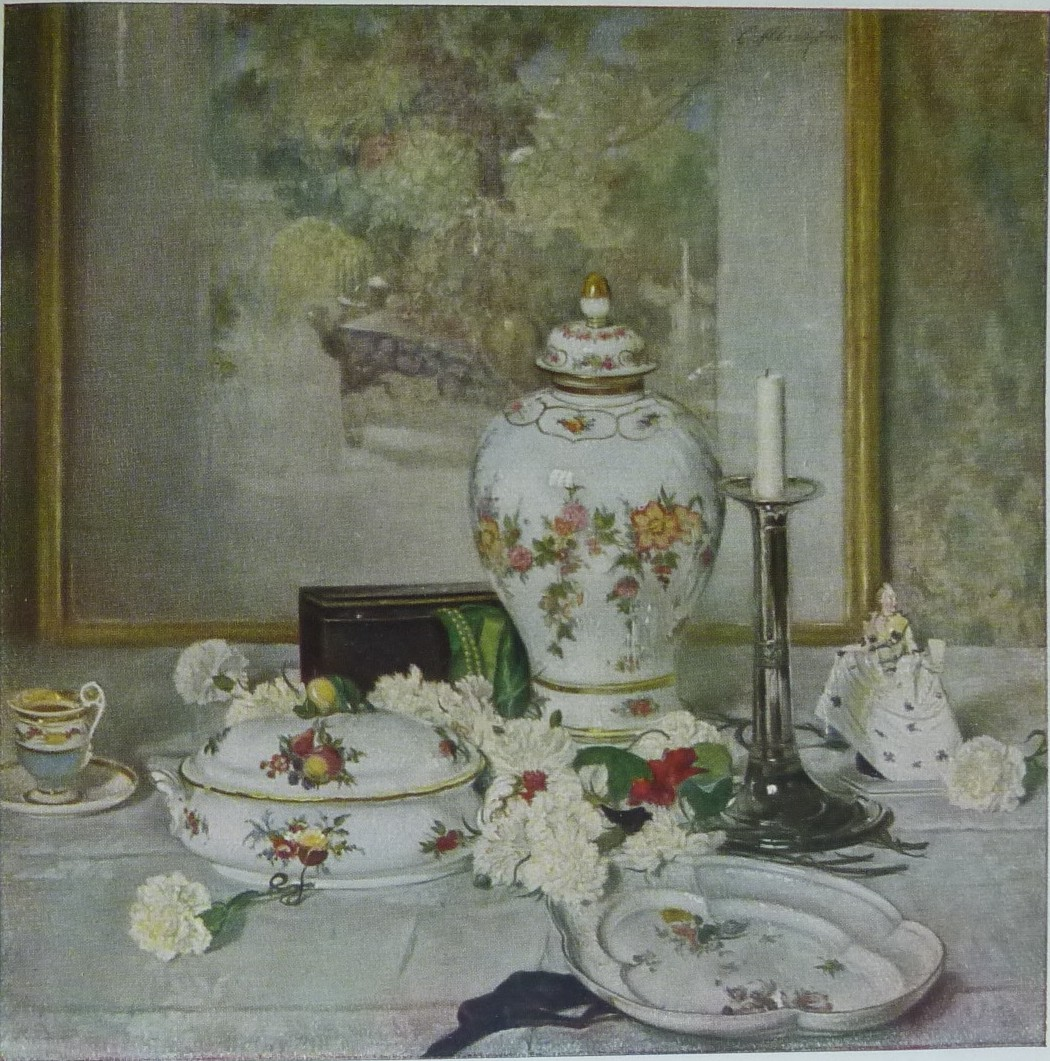
Stillleben (Porzellan), vor 1914[BN 6]
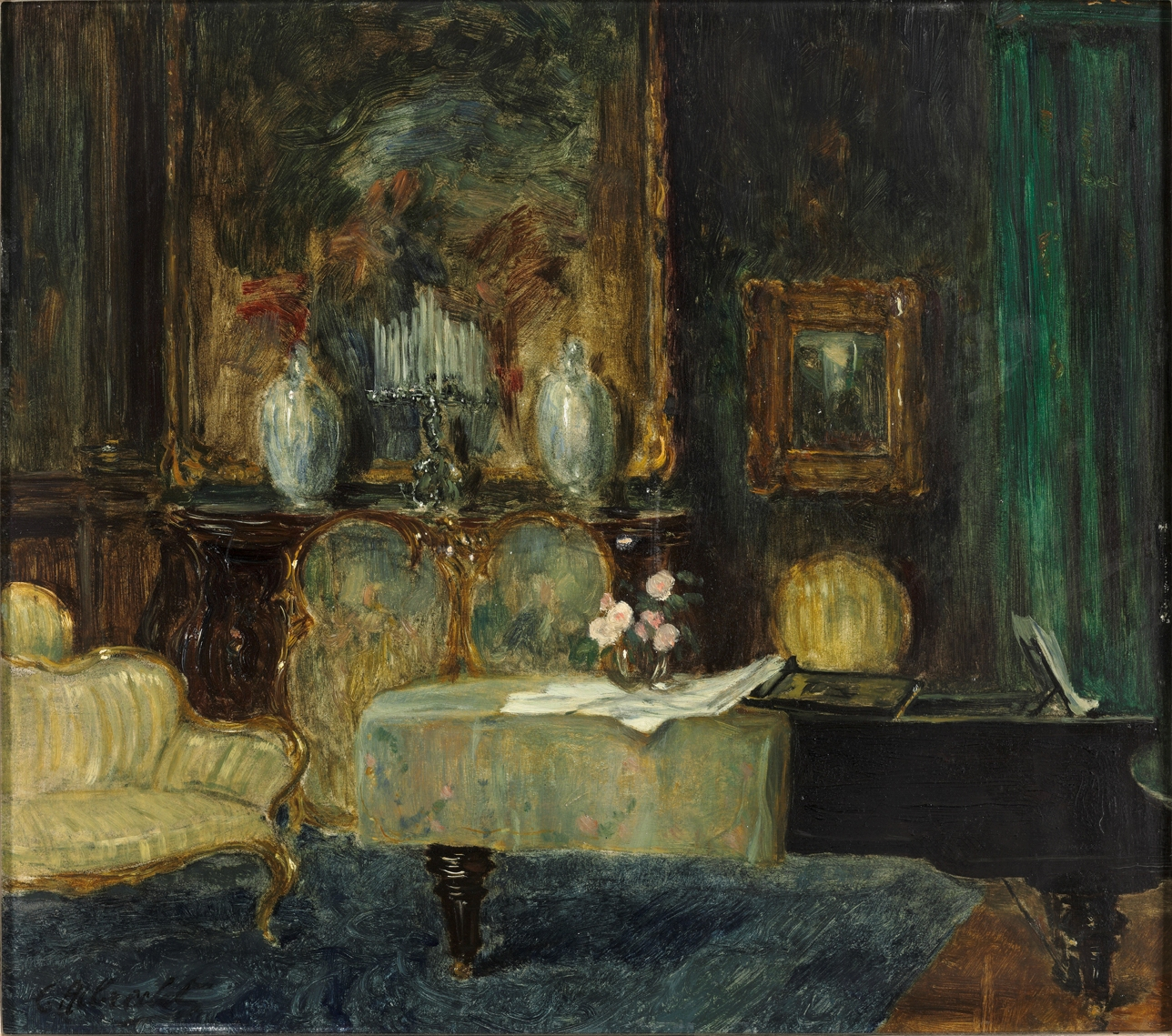
Interieur, um 1918[BN 7]

Bildnachweise
1. ↑  Flusslandschaft, vor 1896, Privatsammlung
2. ↑  Waldlichtung mit Figuren, um 1900, Privatsammlung
3. ↑  Ein Sommertag, vor 1908, aus: Franz Deibel: Carl Albrecht…
4. ↑  Die Stickerin, vor 1911, Foto: Alte Nationalgalerie
5. ↑  Treppenaufgang, vor 1912, Privatsammlung
6. ↑  Stillleben (Porzellan), vor 1914, aus: Fritz Stahl: Carl Albrecht…
7. ↑  Interieur um 1918, Privatsammlung, Foto: Volker-H. Schneider